# Tour des Flandres 1955
Le Tour des Flandres 1955 est la 39e édition du Tour des Flandres. La course a lieu le 27 mars 1955, avec un départ à Gand et une arrivée à Wetteren sur un parcours de 263 kilomètres. 
Le vainqueur final est le coureur Français Louison Bobet, qui s’impose au sprint devant ses trois compagnons d’échappée à Wetteren. Le Suisse Hugo Koblet et le belge Rik Van Steenbergen complètent le podium. Il s'agit de la première victoire française sur la course.

## Récit de la course
Au sommet du mur de Grammont, à une soixantaine de kilomètres de l'arrivée, Bobet passe en tête accompagné de Gauthier, qui vient de terminer deuxième de Milan-San Remo. Ils sont mal aiguillés par un gendarme dans la descente et, le temps de reprendre le tracé de la course, ils ont été dépassés par Koblet et Van Steenbergen, qu'ils rattrapent après une dizaine de kilomètres de poursuite. Le groupe de poursuivants se rapproche jusqu'à une centaine de mètres sans pour autant parvenir à réaliser la jonction. Gauthier et Bobet s'entendent : le second restera calé dans la roue de Van Steenbergen, le plus rapide des quatre au sprint, couvrant ainsi les tentatives du premier de partir vers une victoire en solitaire. Gauthier ne parviendra pas à décrocher le Belge. Il emmène le sprint en tête avec Bobet dans sa roue et s'écarte à cinq cents mètres de la ligne, personne ne remontera le champion du monde qui s'impose devant Koblet et Van Steenbergen, épuisé par la stratégie des Français.
Dans la soirée, une réclamation est portée contre le vainqueur par De Baere, l'un de ses propres équipiers chez Mercier. Le Belge avait réglé le sprint du groupe des poursuivants pour la cinquième place mais apprit que les quatre échappés avaient franchi un passage à niveau fermé. Après une longue délibération la réclamation est rejetée par les commissaires au double argument que des coureurs étrangers pouvaient méconnaître l'interdiction et que les policiers ne s'étaient pas interposés.

## Classement final
|    | Coureur             | Pays     | Équipe                 | Temps           |
| -- | ------------------- | -------- | ---------------------- | --------------- |
| 1  | Louison Bobet       | France   | Bobet-B.P.-Hutchinson  | 7 h 27 min 00 s |
| 2  | Hugo Koblet         | Suisse   | Faema-Guerra           | m. t.           |
| 3  | Rik Van Steenbergen | Belgique | Elvé-Peugeot           | m. t.           |
| 4  | Bernard Gauthier    | France   | Mercier-Hutchinson     | + 5 s           |
| 5  | Karel De Baere      | Belgique | Mercier-Hutchinson     | + 22 s          |
| 6  | Jean Bellay         | France   | Mercier-Hutchinson     | + 22 s          |
| 7  | Roger Decock        | Belgique | Van Hauwaert-Maes Pils | + 28 s          |
| 8  | Marcel Rijckaert    | Belgique | Tebag                  | + 33 s          |
| 9  | Germain Derijcke    | Belgique | Alcyon-Dunlop          | + 33 s          |
| 10 | Lode Anthonis       | Belgique | L'Avenir               | + 33 s          |